# La Petite Maison de Kolomna
Pour plus de détails, voir Fiche technique et Distribution.
La Petite Maison de Kolomna (Домик в Коломне, Domik v Kolomne) est un film russe réalisé par Piotr Tchardynine, sorti en 1913,.
Il est inspiré du poème du même nom de Alexandre Pouchkine paru en 1830,.

## Fiche technique
- Photographie : Ladislas Starewitch
- Décors : Boris Mikhin, Ladislas Starewitch

## Distribution
- Ivan Mosjoukine